# Karin Miyawaki
Karin Miyawaki (en japonés: 宮脇花綸, Miyawaki Karin, Tokio, 4 de febrero de 1997) es una deportista japonesa que compite en esgrima, especialista en la modalidad de florete.
Participó en los Juegos Olímpicos de París 2024, obteniendo una medalla de bronce en la prueba por equipos (junto con Sera Azuma, Yuka Ueno y Komaki Kikuchi). Ganó una medalla de bronce en el Campeonato Mundial de Esgrima de 2023, en la prueba por equipos.

## Palmarés internacional
| Juegos Olímpicos   | Juegos Olímpicos | Juegos Olímpicos  | Juegos Olímpicos    |
| Año                | Lugar            | Medalla           | Prueba              |
| ------------------ | ---------------- | ----------------- | ------------------- |
| 2024               | París (Francia)  | Medalla de bronce | Florete por equipos |
| Campeonato Mundial |                  |                   |                     |
| Año                | Lugar            | Medalla           | Prueba              |
| 2023               | Milán (Italia)   | Medalla de bronce | Florete por equipos |